# 機動戦士ガンダム0079カードビルダー
『機動戦士ガンダム0079カードビルダー』（きどうせんしガンダム ダブルオーセブンティナイン カードビルダー）は、2005年12月に稼動を開始したバンプレストのアーケードゲーム。
ガンダムシリーズのゲームでは初の、トレーディングカードとアーケードゲームを融合させたゲームである。プレイヤーは地球連邦軍・ジオン公国軍の2つの陣営に分かれて戦う。
なお、ガンダムシリーズを題材とした漫画やゲームの中には「0079」を冠した作品があるが、本作とは直接的な関係は無い。
本項では、続編『機動戦士ガンダム0083カードビルダー』『機動戦士ガンダム0083カードビルダー 両雄激突』についても説明する。以下区別のため、それぞれ『0079』『0083』『両雄激突』と略する。
2008年10月のVer2.10を最後に、2010年現在までバージョンアップは行われておらず、徐々に稼動店舗からの撤去が進んでいる。
2012年6月29日18時をもってネットワークサービスが終了するとの告知がされ、実際には7月2日にネットワークサービスが終了した。
2015年6月、8年ぶりとなる新作『機動戦士ガンダム U.C.カードビルダー』の発売が発表された。2016年3月より稼働を開始している。
2018年3月30日(金) AM2:00 (3月29日深夜のサーバーメンテナンス開始時間)をもって、U.C.カードビルダーのネットワークサービスが終了すると告知された。

## 登場作品
一年戦争を舞台とした、モビルスーツやキャラクターなどが登場する。武器や部品等のアイテムのみ登場している作品もある。後述の2006年9月のバージョンアップ（以下「ver.2.0」と略す）からは、★印の作品からもキャラクターやメカが追加されている。
- 『機動戦士ガンダム』（TV版、映画版、小説版）
- 『機動戦士ガンダム 第08MS小隊』
- 『機動戦士ガンダムモビルスーツバリエーション（MSV）』
- 『大河原邦男コレクションM-MSV』
- 『機動戦士ガンダム0080 ポケットの中の戦争』★
- 『機動戦士ガンダム外伝 THE BLUE DESTINY』★
- 『GUNDAM THE RIDE ‐A BAOA QU‐』
- 『機動戦士ガンダム 戦略戦術大図鑑』
- 『機動戦士ガンダム ギレンの野望』
- 『機動戦士ガンダム外伝 コロニーの落ちた地で…』★
- 『ZEONIC FRONT 機動戦士ガンダム0079』★
- 『機動戦士ガンダム外伝 宇宙、閃光の果てに…』★
- 『機動戦士ガンダム戦記 Lost War Chronicles』★
- 『機動戦士ガンダム CROSS DIMENSION 0079』★

## ゲーム開始前の準備
- ゲームを始める際のスターターパックまたはICカードで、連邦・ジオンどちらかを決定する。違う陣営をプレイする際は別途その陣営のICカードが必要。
- 登場作品とは別に、オリジナルキャラとしてゲーム進行役の秘書が登場する。ゲーム展開には影響しない。他にも、階級が大将の時点でICカード更新をするという条件を満たすと、吉崎観音がキャラクターデザインを担当した隠し秘書が登場する。
- ICカードを入れ、コインを入れると、秘書が「現在までの両陣営の動き」「恩給（戦功ポイントなど）の支給」「本日低いコストで使用出来るカード（後述）」の報告を行う。

連邦の秘書
- エリナ・グッドウィル（大人の女性）
- セシル・メディチ（若い女性）
- マシュー・ランバート（男性）
- レイコ・ホリンジャー（隠し秘書）

ジオンの秘書
- イザベラ・ルージュ（大人の女性）
- シルヴィー・クロフォード（若い女性）
- エメリック（男性）
- キャサリン・ブリッツェン（隠し秘書）

### 戦場の選択
次にどの戦場で戦うかを選択する。戦場は以下の3種に大別される。
模擬演習区域
初心者向けで「模擬演習区域」「模擬演習海域」「模擬演習宙域」の3つがあり、いつも同じ地形。常にCPUとの対戦になる。もらえる戦功ポイントは一番少ない。
近コスト対戦
中級者向けで、様々な戦場が2種類（無差別級が発動している場合は1種類）登場する。同じ筐体にコストの近いプレイヤーがいれば対戦となるが、いなければCPUと戦う。
無差別級
上級者向けで、約60分に一度登場する。また戦場の種類は、連邦とジオンの攻勢により変化する。もらえる戦功ポイントは一番多い。

## カードの設定
連邦軍はガンダム各種、ガンキャノン各種、ジム系統、戦闘機、陸戦型ガンダム等を主戦力とする。汎用性の高い機体が多く、初心者でもプレイしやすい陣営である。スターターパックに最初から封入されているジム先行量産型ですら、ビーム兵器を装備可能なので、序盤でほぼ同じコストのジオン軍モビルスーツを相手にするときは、若干有利に戦いを進めることができる。後述のカード追加でいわゆるガンダム系と呼ぶことができる、高性能高コスト機体のバリエーションが多くなった。
ジオン軍はザク系統、グフ系統、ドム系統、ゲルググ系統、ズゴックやゴッグ等の水陸用モビルスーツ、モビルアーマー等を主戦力とする。局地戦に重点を置いた機体が多く、コストは高いが高性能なモビルアーマーなどが多数存在するため、使用できるコストが多くなるにつれて有利になっていく。後述のカード追加では、連邦メカに多い汎用性の高い機体も増えた。

### 種別
それぞれにレア (R)、アンコモン (UC)、コモン (C)というレアリティがあり、レアは背景が金箔になっている。
メカニック
モビルスーツや飛行機などの機体。5連装スリーブの一番右に挿入する。
ウェポン
武器や防具。右から2番目と3番目に挿入する。
カスタム
さまざまな特殊効果を起こす。右から4番目に挿入する。
キャラクター
モビルスーツ等のパイロット、または母艦の艦長となる。「パイロット」と「艦長」それぞれにA〜Eのランク付けが記されており、Aに近いキャラクターほど、パイロットや艦長としてのスキルが高い事を意味する。5連装スリーブでは一番左に挿入する。

### 部隊編成
- 三国志大戦同様、筐体のボードの上にカードを5連装スリーブに入れてセッティングする。メカニック最大2枚、カスタム最大1枚、ウェポン最大2枚、パイロット最大2枚の組み合わせから、最大5枚のカードを5連装スリーブに入れたものを1ユニットとして使用（例 キャラクターシャア、メカニック:シャア専用ゲルググ、ウェポン:ゲルググシールド、ビームライフル、カスタム:人の革新）、これは「デッキ」とも呼ばれる。カードの挿入については例外もある。詳しくは後述。
戦闘時は5連装スリーブを折りたたんで、メカニックカードを一番上にするとされているが、プログラム処理上はキャラクターカードを判定して動かしている。このため5連装スリーブを外しても、使用したキャラクターカードのみでデッキを動かす事が可能である。
- カスタム以外のカードでは連邦・ジオンという陣営がそれぞれあり、原則として始めに決めた陣営のものしか使用できない。鹵獲（ろかく）兵器というカスタムカードを使った場合のみ、ウェポン及びメカニックで相手陣営のものも使用することができる（例 カスタム:鹵獲兵器カードを使用すれば、ジオン陣営でもガンダムが使用可能等）。またキャラクターカードでも、連邦とジオン両方で使えるカードが若干存在する（ククルス・ドアンなど、一部の民間人が該当する）。
- メカニックカードによってはウェポンカードによらず、固定装備として使用可能な武器も存在する（例 ガンキャノン・ガンタンク等のキャノン砲等）。
- キャラクター・メカニックは組として必須であるが、メカニックカードのうち一部飛行メカにはモビルスーツを載せることができ（=メカニックカードを2枚使用することができる）、また1つの機体にパイロットカードを2枚使うこともできる（一方は同乗の民間人となる）。
- メカニックに「○○専用機」（○○はキャラクター名）という記載があるものについては、○○以外のキャラクターでも使用可能。例えば、シャア専用機にガルマ・ザビが搭乗することも可能。
- メカニックには宇宙専用機等の制限があるものがあり、制限以外のマップでは使用できない。また、メカニックにより装備できないウェポンが存在する。これらの使用条件はカードに記載されている。
- 母艦にキャラクターを乗せる場合、5連装スリーブとは関係なく、ただカードをボードに置けばよい。それぞれのキャラクター毎に、出撃する全デッキに対する修正能力（回避率、補給速度など）が「↑」「↑↑↑」など矢印で表示されるため、これを使う事により、全デッキの能力を高める事が出来る。また、母艦にのみ搭載可能な脱出機も存在する。
- これらのカードにはコストが設定されており、決められたコスト内で部隊を編成する必要がある。なお、たとえレアリティが異なっても、同じ編成の中で同じキャラクターを使用することはできない。戦闘を重ねて部隊レベルが上がることでコストの上限が上昇し、より多くの部隊や強い武器を使用することが可能となる。

## 部隊編成後の操作

### 人気投票
- 部隊編成が終了すると、最初にキャラクター、次にメカニックが8種類ずつ（どちらも連邦とジオン4種類ずつ）画面に表示されるので、任意のキャラクターやメカニックに投票する事が出来る。
- この中間結果はデモ画面にも横線グラフで表示される。
- 翌日は最も投票数の多かった連邦のキャラクター、連邦のメカニック、ジオンのキャラクター、ジオンのメカニックが、通常より低いコストで使用出来る。これはゲーム開始前にも表示される。ただし『0079』はオンライン仕様でないため、この結果反映はそれぞれの店毎で異なる。

### 出撃
出撃を選択すると、秘書の敬礼と「全機、出撃!」の台詞と共に、ゲームが開始される。なおこの時既にCPUとプレイしている他プレイヤーと対戦状態になった場合、他プレイヤーはそれまでの対CPU戦が打ち切られ「敵部隊接近」のメッセージおよび秘書の台詞が出て、戦闘のやり直しとなる。またver.2.0からは同陣営同士の対戦も可能となり、この場合はシミュレーターとして解釈されているため、メッセージと台詞は「シミュレーター発動」になる。

### その他の機能
これまでの戦闘成績を見たり、部隊配置が気に入らなかったり時間が無かった場合の再編成が出来る。

## ゲーム進行
ユニットは筐体上に置いた位置及び方向に応じて、戦艦はトラックボールにより移動する。筐体の上にセットしたユニットに、選択したマップ及びプレイヤーの階級ごとによって、異なる母艦を操作する。なおICカードを初使用する場合、丁寧な説明のついたチュートリアルがプレイ出来る。プレイしなくともよいが、最低一度はプレイしないと、いつまでたってもチュートリアルの選択が出続ける。

### 攻撃方法
- ユニットには方向という概念、ウェポンカードには射程範囲の概念があり、武器により扇形、円形、横長長方形、縦長長方形などがある。敵を一定時間射程範囲にとらえ続けると「ピピピ…」という音と共にロックオンが始まり、攻撃する側は円弧を描き、攻撃される側は攻撃される側に直線が伸びる。このロックオン速度は勿論様々な条件により、早さが異なる。途中でボタンを押したり敵が遮蔽物に隠れると、ロックオンは中断してしまう（ただし遮蔽物越しに攻撃可能な武器もある）。また複数の武器で敵をロックオンしたり、一つの武器で複数の敵をロックオンすると、ロックオン位置には「×2」「×3」等を表示、一つの武器で一つの敵をロックオンするより有利な攻撃となる。
- ロックオン完了後、攻撃ボタンを押すことにより攻撃が成立し、回避（はずれ）か命中か、命中ならどれ程のダメージやどんな特殊効果（ほとんどがカスタムカードによるもの）があったかが表示される。格闘以外の武器は、実弾兵器とビーム兵器に大別されるが、双方で長所と短所が異なる。なお一部のメカは防御重視で攻撃すると、攻撃でなく特殊能力を発揮するものもある。攻撃時の背景は通常ならその戦場だが、クリティカル発生時には、アニメでのジェットストリームアタックのシーンなどのような、オーロラの様な心理描写となる。
- 出撃時と攻撃時にキャラクターの顔が表示され、台詞を喋る（口は動かない。ただし秘書はver.2.0から口が動く）。台詞は攻撃時や被弾時、優勢や劣勢によって何種類も存在する。いわゆる名台詞は極力採用されている他、特定のキャラやメカで原作に登場した特定のシチュエーションが発生すると、特別な映像や台詞が発生する事がある。これまでに音声入りメディア化されている原作からは、極力同じ声優を採用しているが、一部では異なる声優によるものもある。また、人気キャラクターの一人であるセイラ・マスは、担当声優の井上瑤は既に死去しているが、代役でなく過去の音声から再録している。
- HPがゼロになると破壊され、その後の展開によって再出撃待ち（コストが高いほど再出撃までの時間が長い）、再出撃不可能で完全退場、一部のメカニックカードの特長である脱出機能を使って脱出メカに変形（例:ガンダム→コア・ファイター、マゼラアタック→マゼラトップ）等が行われる。

### 弾切れと補給
武器である以上、ほとんどの武器には弾数が設定され、攻撃時に画面の左上に「残り弾数/最大弾数」が表示される。ただし母艦の武器とモビルスーツの格闘兵器には上限が無く、「∞」と表示。残り弾数がゼロになると「弾数ゼロ」と表示され、その武器ではもう攻撃出来ない。母艦の周囲で留まると補給→破壊された武器や盾の修理→HP回復が順に行われ、再度攻撃可能となる。進行状況は画面のグラフィックや秘書の台詞で判別可能。ただし補給中はこちらから攻撃出来ない。

### 三すくみについて
「攻撃重視」「機動重視」「防御重視」3種類の状態が存在し、これはすべて三すくみの流れで構成されている。なお攻撃をした直後または受けた直後は、攻撃可能に戻るまで識別カラーが透明、線が白となる。母艦など一部ユニットは三すくみ効果は無く、モード切替では攻撃範囲・使用武器の変更以外の効果は無い。三すくみ効果はあくまでも攻撃が当たった場合にのみ有効であり、また攻撃側→防御側の一方通行である。状況によっては三すくみを覆す事が出来るし、三すくみで不利な攻撃を行ったからという理由で反撃や反動ダメージを受ける事はない。
攻撃重視
- 識別カラーは赤。
- 移動速度は普通で、武器を装備していても固定装備で攻撃可能。
- ロックサイトが伸びるスピードは普通。
- 相手が機動の状態である場合「機動力低下」を起こし、一定時間行動不能にすることが出来る。
- 装備している武器と固定武装で攻撃するため、火力がある。その分弾切れになり易い。
- 射撃範囲が防御重視時に比べ、横に広めで縦には短めの（同じ武器でもそのように変化する）武器が多い。この面でも機動重視を捕らえやすいが、防御重視に対しリーチやロックオン速度で劣るため不利である。

機動重視
- 識別カラーは黄。
- 移動速度が高く、機動ボタンを押せばダッシュが可能。ただしダッシュを1回行うと、時間が経つまで暫くダッシュできない。
- ロックサイトが伸びるスピードは他の2つと比べると遅め。
- 攻撃の際は、固定武装の格闘兵器（ビームサーベル等）や格闘（素手や蹴り等）で近接攻撃する。手持ちの武器が2つとも格闘兵器の場合は固定武装の格闘兵器等は使わない。飛行機など格闘武器が無い機体は通常の飛び道具で攻撃する。
- 相手が防御の状態である場合「シールド破壊」または「ガード崩し」を起こし、ほぼ一撃でシールドを破壊するか、シールドが無い場合大ダメージを与えることができる。

防御重視
- 識別カラーは青。
- 移動速度が低めで、武器を装備している場合はその武器が弾切れになるまで固定装備で攻撃はしない。
- ロックサイトが伸びるスピードは他の2つと比べて1番速い。
- 相手が攻撃の状態である場合「武器破壊」または「狙撃効果」を起こし、相手の装備している武器を破壊するか、武器を持っていない場合大ダメージを与えることができる。
- シールドを装備している場合はシールド防御が可能で、ダメージをゼロにできる。ビーム系射撃のみ、わずかにダメージとなる。シールドを持っていない、あるいは破壊された後ではガードを行い、ダメージを軽減する。
- 3種類の中で射程が長い武装が多い。同じ武器でも射程が長くなる。攻撃範囲の横幅や命中率・火力がやや低め。

## 相性とテンション

### 搭乗機とパイロット
搭乗機とパイロットの相性が良ければ命中率、回避率、クリティカル発生率がわずかだが上昇する。アムロならガンダム各種、シャアならシャア専用機等、主に原作で搭乗した機体が相性が良いとされている。しかし中には相性の悪い組み合わせも存在し、相性が悪ければ命中率、回避率、クリティカル発生率が低下する。例えば、セイラは原作でガンダムを上手く操縦できなかったためか、ガンダムとは相性が悪い。また、ニュータイプパイロットは総じてEXAM搭載機と相性が悪い。なお、敵側陣営の搭乗機と相性の良い組み合わせも存在する。「鹵獲兵器」は敵側陣営で使用可能なパイロット以外、ほとんどのパイロットはそのままでは搭乗できないが、相性が良いと実際に搭乗できる。

### モビルスーツと装備する武器
モビルスーツと装備する武器の相性が良ければ命中率が上昇する。こちらも原作で各機体が装備していた武器（ガンダムなら専用ビームライフル、ハイパーバズーカ等）とは相性が良い。シールドに関しては耐久値が若干上昇する。

### 各キャラクター同士の相性
原作で仲の良い者同士（同部隊、友人、恋人、家族等）であれば相性は良く、テンションの上昇率も通常より高くなり、仲が悪い場合は低い。以下はその例である。
- 08小隊メンバーと07小隊メンバーは原作で仲が悪いため、相性が悪い。
- シャアはザビ家に対し復讐心を抱いていることから、ザビ家の人間全てと相性が悪い（ザビ家側は普通）。また、似た通り名「真紅の稲妻」を持つジョニー・ライデンとも相性が悪い。
- ホワイトベース隊は同部隊でありながら、それぞれの人間関係の良し悪しがバラバラであるため、全員の相性が良いというわけではない。アムロとブライトは、原作で反目しあっていたことが度々あったためか、相性が悪く設定されている。
- 黒い三連星の面々はお互いに非常に相性が良い。

### テンション
自分の攻撃が相手に命中すればテンションは上がり、逆に相手の攻撃が自分に命中すればテンションは下がる。特にテンションが高い場合は「強気」低い場合は「弱気」と表示され、キャラクターの画像も強気・通常・弱気と3種類が存在する。また全てのキャラクターに特殊能力が設定されており、大半のキャラクターは特定のシチュエーションでテンションが上下するか、テンションやHPなど各種ステータスが特定の値の時に特殊な能力が発揮される。

## ゲーム終了時
相手のユニットを制限時間内にすべて撃破すれば勝利、逆に撃破されると敗北。この撃破の対象には母艦は含まれず、母艦にキャラクターが乗っていても撃破対象コストには影響しない。制限時間切れの場合は武器・パイロット等を含めて、トータルコストの高いユニットを多く倒していた方が勝利となり、完勝・圧勝・勝利・局地的勝利・引き分けなどに分かれる。

### 戦術的結果
戦功ポイントを獲得することにより部隊レベルが上昇し、使用可能コストが徐々に増えていく。また更新時に規定のポイント数があれば母艦のグレードが上がり、階級が1つ上がる。主に戦功ポイントの獲得方法としては以下の2つである。
- 戦闘終了後に結果に応じたポイントを獲得。
- エンディングを迎えて新たに開戦した際にプレイすると、前対戦の結果とランキングの順位に応じたポイントを獲得可能。また対人戦を行った場合はCPU戦よりも多くポイントを獲得できる反面、各陣営のミリタリーバランスや戦闘終了後の結果によっては、CPU戦より少ない場合もある。

### カード排出
ゲーム終了毎に、1枚ずつ袋に入ったカードが排出される。中にはムックや応募キャンペーンでしか入手出来ないカードもある。
ver.2.0では店側の旧カード入れ間違い防止のために、カードの入っている袋の色が黒から赤に変わった。新規収録カードは封入率が異様に低く設定されており、異常な高値でトレードされる事態が発生した。とくにコモンながら封入率が低かった連邦軍のノエル・アンダーソンやミユ・タキザワが顕著で、アンコモンだったジオン軍のクスコ・アル、メイ・カーウィンに至っては1万円以上の値で取引されていた。

### 戦略的結果
そのゲームセンター内の同じ陣営の勝敗の積み重ねで自陣営・敵陣営の作戦が成功し、両陣営の勢力が変動して行く事によって、最終的に完全勝利・局地的勝利等、異なる条件のエンディングを迎える。エンディングの結果はデモ画面にもナレーション付きで表示される。

## 戦法
ロングレンジ戦法
LRと略す。主に連邦軍でロングレンジ・ビームライフルや180mmキャノン等の長距離射程の武器を使って相手を近づかせずに撃破する戦法。基本的なデッキは「射撃値の高いパイロット、ジム・スナイパーカスタムまたはガンダム、Gスカイイージー、ロングレンジ・ビームライフル」または「ジムキャノンまたは陸戦型ガンダム、Gスカイイージー、180mmキャノン」といったもの。
ジオンでも「ザクキャノン、マゼラトップ砲、ドダイII」等で編成が可能。
比較的操作が容易な反面接近戦に弱い。またジオン軍にはアプサラスIIIという強力なメカニックがあり、デッキ相手によっては完封してしまうことがある。これだけによって構成されるデッキは初心者に対処しづらく、初心者狩りの代名詞にもなった。
ゲルクローン戦法
ゲルクロまたはクロと略す。主にジオン軍でゲルググ系MSにシールドを2枚持たせて格闘戦だけで敵機を撃破する戦法。基本的なデッキは「格闘値の高いパイロット、ゲルググ系MS、ゲルググ用シールド×2」といったもの。
ゲルググの代わりにドムやグフを使う場合「ドム系MSまたはグフ系MS、ゲルググ用シールド、グフ用シールド」といった具合に編成する。
連邦の場合クロ向けの機体が無いため、格闘戦仕様にする際「ガンダムまたは指揮官用ジム、ハイパーハンマー、ガンダム用シールドまたはGスカイイージー」という編成が多い。
上記のLRに対抗するために編み出された戦法ではあるが、射撃武器が無いためマシンガンやビームライフルといった接近戦用射撃武器を装備した機体に弱い。また3すくみの機動と防御を使い分けなければいけないのでプレイヤーの技術も必要とされる。
水泳部
水陸用MSのデッキ編成のこと。ジオンの水泳部は稼動当初水中ステージで無類の強さを誇っていた。
だが連邦でも水中用ガンダムやアクア・ジムといった、シールドを持ちつつ水中用武器を持つことが出来る機体が、水中で強力になったものの（ジオンではシールドを持つことが出来る水陸用MSは、ザク・マリンタイプ1機のみ）、現在ではジオン側には水中での火力が非常に高いハイゴッグやズゴックEもいるため、安定性では連邦、攻撃力ではジオンが優れている。
ワラワラデッキ
ワラまたは藁と略す。高性能機1〜2機の編成に対しコストの低い機体4〜5機で編成するデッキ。使用コストの限りに多くの機体を出し数で押し進める戦法をメインとする。連邦ではジムや陸戦型ガンダム等、ジオンではザク、グフ等を使い、パイロットや武器は出来る限りコストの低いモノで、カスタムは同一メカの数だけ1機辺りのコストを下げる「量産化計画」、同一メカの数だけ命中率、回避率に補正がかかる「リンクシステム」、部隊コストそのものを上げる「北宋の壷」が多く使われる。
数で押す戦法がメインであり比較的操作は容易だが、慣れていないプレイヤーは数が多いため混乱をしやすく、1機撃破されると総崩れをしやすいという弱点がある。現在では上記のクロ戦法と組み合わせ、カードを田の字にして操作する容易なやり方も存在しており、このやり方だとほとんど負けることがないので、プレイヤーから批判を受けることが多い。
ただし後述する高速ロック編成とは非常に相性が悪く、勝つのは至難の技といえる。
哀戦士デッキ
味方が撃墜されるほど攻撃力と防御力の上昇するカスタム「哀戦士」、及びそれと同等の能力を持つキャラを使ったデッキ。このデッキは哀戦士や同等の能力を持つキャラを主力とし、残りはわざと撃墜されるように性能の低くコストの低い機体（これらを生贄と称する）で構成される。
主力が落とされないことを前提に立ち回り、生贄がいなくなって機体数が少なくなってから逆転を狙うもの。主に主力となるキャラは連邦では哀戦士の能力そのものを持つカイ・シデンやテンションMAXを繰り返すほど攻撃力の上がる能力を持つテネス・A・ユング、ジオンでは哀戦士とほぼ同等の能力を持つケン・ビーダーシュタット等が使われる。
不死身デッキ
別名ゾンビデッキとも呼ばれる。連邦のスレッガー(Ver.1}、ジオンのガルマ・ザビ(Ver.1)の特殊能力「起死回生(テンションMAXの間撃墜されない)」を利用し、ギレン・ザビ(Ver.1)、もしくはレビル(Ver.1)の能力を利用して常にテンションをMAX状態でキープすることで無敵状態のまま戦闘を行う戦法。
単機精鋭デッキ
ワラワラデッキとは対照的に、高機動なMS、豊富な武装とカスタム、有能なパイロットと艦長で編成した1機のみのデッキ。稀に長射程の随伴機（相手単機の牽制用）を伴う。高機動で相手のロックをかいくぐり攻撃、双方がロックオン不能な時間中に一気に距離を取り、母艦に戻って弾薬補給。これを何度も繰り返す方法。
『0079』では超が付く程の高機動機がないため、ロックオンを振り切る＆射程外に離脱するのは難しく、それほど脅威でもなく、編成の1種程度の位置づけでしかなかった。

## 発売後の稼動状況
稼動当初は以下の問題が発生した。
- アーケードカードゲームにしては珍しく、オンライン対戦が出来ない。
- そのゲームシステムを悪用した初心者狩りが多発し、ブログ等でも報告された。サブのICカードを使い、最大コストを落として下の階級に当たるようにする狩り行為は『0083』以降でもある。
- バグ等が数多く確認。

開発チームはこれらの対策として下記のバージョンアップを行った。特に大きな違いが出た点とともに記す。
- 2006年7月：同軍対戦を可能とし、再出撃機能を追加したことにより、プレイ時間の延長を図る。またゲーム中のパラメーターはいじられており、格闘の命中率は大幅に減少し、テンションやクリティカルによる結果次第では、約半数が外れる事も珍しくない。
- 2006年9月：前述のVer.2.0で、新カードの追加。なおキャラクターカードで絵柄が更新されたものがあるが、絵柄だけでなくカード識別コードや特殊能力も新たに割り振られており、ゲームに使用するとキャラ名の後に(Ver.2.0)と表示される。
- 2006年10月：オンライン対戦のロケーションテストを実施。

またゲームバランスの調整も問題となっている。前述通りある効果的な戦法が編み出されると、次のバージョンアップでその戦法に必要なステータスが弱体化される。すると強化されたカードを使って新しい戦法が編み出され、次のバージョンアップでその戦法に必要なステータスが弱体化されるという具合に、ユーザーとメーカーでイタチごっこが続いている。

## その他
参加作品に主題歌がある場合、主題歌がBGMとして使われる事がある。ただし、映画1作目の主題歌「砂の十字架」は使われていない。これは歌手のやしきたかじんが、この曲を歌ったことを嫌っているためである。詳細については「砂の十字架」を参照。

## 機動戦士ガンダム0083カードビルダー
『0079』の続編として2006年2月に発表され、ゲームセンターGiGOなどを振り出しに複数店舗でロケテストを行い、一度ロケテ終了後、2007年3月15日から登場した。なお同年6月に各種能力値の修正のバージョンアップが行われた。

### 初回準備
- ICカードは、新規作成ではコスト700から開始。『0079』から引継ぐとコスト900から開始だが、二度目の引継ぎは不可能。なお、引継いだ場合はチュートリアルはない。また使用カードも『0083』用はデザインが異なる。
- 戦跡、勝率は引継がれる。経験値・キャラクターレベル・母艦は引継がれず一からやり直しとなる。
- 通常秘書に4人目として、アン=マリー・ベルナール（連邦）、ノーラ・ファルケンマイヤー（ジオン）が追加。
- 隠し秘書は『0079』からの引継ではすぐ、新規作成では400回以上から使用可。さらに条件を満たすと、連邦士官仕様のレイコとジオン士官仕様のキャシーに変化する。
- 初心者向けのスターターパックの中身が変更。『0079』でパイロットは低ステータスの無名同然のキャラ、MSも連邦は通常のジムよりも性能の低いジム先行量産型、ジオンもザクI だったのに対し、『0083』からはパイロットにスターター専用のシロー・アマダ、クリスチーナ・マッケンジー、アイナ・サハリン、バーナード・ワイズマンのいずれかが封入、MSも連邦はジム指揮官仕様とジム・キャノン、ジオンはザクIIFS型指揮官仕様とザクII改が封入と『0079』時よりも中身が充実している。

### 出撃前準備
- シナリオは「一年戦争」と「デラーズ紛争」を順番に進めていく。
- 出撃時に以下のモードを選択する。
  - 全国対戦 - 全国通信。中尉以上に昇格するには、全国で勝たなければならない。対戦相手は階級が近い相手からランダムで選択される。
  - 店内対戦 - 人数表示はこれのみ。対戦相手はコストが近い相手からランダムで選択される。
  - 一人用 - 少尉以上でも選択可。
- 場所は全国から最大4ヶ所（地上、宇宙、水中かコロニー、特殊作戦）、店内と一人用は特殊作戦の場所以外から全てを選択。
- 一等兵以上になるとチュートリアルの選択が消滅する。
- 対戦開始時、両プレイヤーの使用コスト（最大保有コストではない）が表示される。

### 特殊作戦
『0079』の無差別戦の名称を改めたもので、投票対象もメカ・キャラでなく「次回の特殊作戦のレギュレーション」に変更された。これは戦闘条件を
- 階級差なしフリーマッチ
- コスト制限800
- コスト無制限だが出撃数は2機のみ
- 出撃数1機のみ
- 女性キャラクターのみ
- レアカード、アンコモンカード合計3枚のみ
- コモンカードのみ
- アンコモンカードのみ
- 武器カードなし
- カスタムカードなし
- 初期配置自由
- 敵軍デッキ情報表示なし
- 予備戦力なし
- 補給なし
- 隊長機を破壊すれば勝ち
- 母艦を破壊すれば勝ち

の内3つがプレイヤーによって投票され、多数決で次回の特殊作戦が決定、決定してから3日間これが続く。

### ステータス
- 少尉の下に二等兵、一等兵、上等兵、伍長、軍曹、曹長、准尉等が追加された。
- 階級、コスト、運用母艦は固定対応されている。
- 通り名と呼ばれるニックネームが設定でき、ニックネームの前に稼動店舗の地名も冠される。
- プレイヤー階級や各キャラクターレベルの、次回昇級に必要な経験値が、棒線グラフで表示される。
- キャラクターレベルに上限が付いた。これによって低コストパイロットが高コストのエースパイロット並の強さにすることは難しくなったが、一部特化することは依然として可能である。
- 戦功次第でプレイヤーは昇格・降格もある。ただし少尉以下は降格しない。また「店内対戦」を選択すると昇格戦・降格戦は発生しない。
- 部隊レベルは廃止。
- 終戦時の戦功ボーナスポイントは廃止。
- パイロットステータスと艦長ステータスの成長が分けられている。
- 各階級が上がるごとに、少尉以上ではコストが50プラスされる。

### 戦闘時
- 戦術変更ボタンの押し方により特殊能力を使用出来るメカが、若干追加された。
- 『0079』時代からのカードに、特殊能力が変更されたものがある（戦功レベルの廃止に伴い、同じ効果を持つアリス・ミラーとゼナ&ミネバなど）。
- 戦闘中カスタムカードだけでなく、キャラクターカードの特殊能力も表示される。
- テンション上昇条件を満たしていると、攻撃画面のメカの背後にオーラが出る。
- 武器や、格闘攻撃で盾が破壊されると、貫通ダメージが起きる。
- 武器の射程範囲や特定の地形でのダメージなど、攻撃に関する値も変更。
- 一人用でプレイしている時に条件を満たすと「特殊部隊」と呼ばれる、いわゆる原作の部隊がCPUで現れることがある。
- 戦略兵器としてガンダム試作2号機が登場し、アトミック・バズーカも使用可能。威力は絶大だが核は戦闘開始後90秒待たないと撃てない上、専用シールドも装備しなければ発射は出来ず、シールドが破壊されると使用不能となる。味方も巻き込んで被害を出す可能性もある。
- 攻撃重視・防御重視でも「回避」が出るようになる。

### カード
- 新カードは主に『機動戦士ガンダム0083 STARDUST MEMORY』から追加。
- 袋の色は青となった。
- デザインも『0079』からの継続カードを含め、背景や枠がリニューアルされた（絵は『0079』最終版と同じ）。
- 能力値の上限が25から30に引き上げられた。
- 前述したver.2.0新規カードの問題点を踏まえ、『0083』では新規カードの封入率も比較的多めである。ただし『0083』新規カードはアンコモンやレアが多く、一概に入手しやすくなったとは言えない。またver.2.0で追加されたにもかかわらず『0083』で排出停止になったカードも多い。前述のノエル・ミユ・クスコ・メイも排出停止で、トレード価格の高騰に拍車をかけている。

### その他
- プレイヤーのいない筐体は『0079』では青と緑に光ったが、『0083』では黄色に光る。
- 文字や画像の周囲のフレームなど、細かいデザインが変更。全体的に『0079』よりシャープなデザインとなった。
- 戦闘モードに入る時の「連邦軍の攻撃」「ジオン軍の攻撃」の「軍」が無くなった。これは、ガンダム世界での正規の戦争としていたのが一年戦争のみで、デラーズ紛争は軍事衝突だが戦争ではないからである。
- 戦績とランキングは、デラーズ紛争終了時に小計した「前大戦の戦績上位者」と、全戦績を総計した「総合戦績上位者」の二種類を全国規模で集計、表示。この結果でもゲームの戦略的展開が変化する。
- センターモニターのアニメーションの種類が増えた。一年戦争編では『哀戦士』、デラーズ紛争編では『THE WINNER』のオープニング風アニメが流れる。サンライズ謹製の新規作画アニメで、特殊作戦に準じたデモアニメは大半が新しく収録された。特に『機動戦士ガンダム0080 ポケットの中の戦争』関連は、各種ゲーム媒体を含めても久々の新規作画である。

### 戦法
ゲーム自体の変更点ではないが『0083』からの新戦法を、便宜上こちらに並べる。
ロングレンジ戦法
ドダイ等のサポートメカが弱体化したことと、近距離で乱戦が起きやすいことによりLRの編成はほとんどいない。
ゲルクローン戦法
ゲルググの代わりに地上ではイフリート、宇宙ではリック・ドムII、連邦に至ってはピクシーで構成されたデッキが存在し、強行軍コンボデッキ及びワラワラデッキと組み合わせて編成がなされていた。
バリケード核デッキ
『0083』より編み出された戦法であり、通称バリ核。バリケードを設置可能なMSであるザクタンクと、核バズーカを装備した機体及びGP02Aを用意する。
戦闘開始直後画面端にバリケードを設置し、母艦と核持ち機体を囲うようにして、あとは時間が経てば、核バズーカを発射して敵機を殲滅するだけである。
バリケードが張られている間はキャノン砲等、遮蔽物越し射撃可能武器以外では攻撃できず、バリケードにぶつかれば機動力低下を起こし、またバリケードは繰り返し作り直す事が出来るため、相手のデッキ編成によっては何もさせないまま勝つことが出来る。
ただしこの戦法は非常に単調かつ攻略が非常に困難となっているため、多くのプレイヤーから批判されている。後にバージョンUpの影響でバリケードによるMSの停止時間が短縮されたため、ある程度は攻略し易くなっている。
強行軍コンボデッキ
『0083』より編み出された戦法。カスタム強行軍を使った戦法で強行軍の効果である「予備戦力を消費して攻撃力上昇する」能力と、艦長キャラのVer.2ギレンおよびVer.2レビルの能力である「劣勢時にテンションが上昇する」を組み合わせたもの。
これにVer.2ドズルおよび連邦のワッケインの能力である、「テンションMAX時に味方全員が同一メカの数に応じて攻撃力上昇」の効果等を意図的に発動させることにより、序盤から圧倒的火力で敵機を殲滅していくもの。
このコンボデッキは劣勢時に発動をするものであり、効果的な対策があまり無いため非常に強力なデッキとされている。イフリートやリック・ドムIIが良く使われる。連邦の場合ワッケインのパイロット能力が低いため、運用はジオンと比べやや厳しい。
高火力援護射撃デッキ
『0083』のバグを利用した戦法。上記の強行軍コンボと組み合わせるのが基本で、ドズルやワッケインの特殊能力を発動させると援護射撃のダメージが大幅に上昇し、シールド防御をしても援護射撃一発でシールドが破壊され、ビーム兵器を無効化するカスタム「ビーム・バリア」を装備していても貫通ダメージが発生する。
まともに援護射撃のダメージを受けた場合、バルカン程度の低火力武器でも一撃で撃破出来てしまう理不尽な戦法であり、多くのプレイヤーが開発側に改善を求めていた。
高速ロック編成
『0083』より登場したデッキの1種。連邦でテンションMAX時に味方全員のロック速度を上昇させるハロに、敵機数が自軍より多いとロック速度が上昇する能力を持つサウス・バニング(Rバージョン)を組み合わせることで、通常では有り得ないロックスピードとなり、相手にロックされないまま常に攻撃を行う。
バニングの他に劣勢時にロック速度が上昇するカスタム「生存本能」や、機動力が非常に高いGP系MS2機以下の編成との組み合わせで、更に強さが増すデッキであり、実力差が無い限り、機体数の多いワラワラデッキ等では勝つのは不可能に等しく、下記の精鋭デッキの使用者を増やした原因の一つと言える。
『両雄激突』では非常にコストの高いガンダム試作3号機デンドロビウムやノイエ・ジールが登場したことにより、更に精鋭デッキは増えた。
バニコウデッキ
連邦で高コストの機体に攻撃をすると一瞬でテンションMAXとなるレア版コウ・ウラキ(Ver.1)と、サウス・バニングとのコンビとなる編成であり、バニングはアンコモン版かレア版で運用が変わる。
アンコモンの場合UCバニングの能力である「傑出した統率力」(味方がテンションMAXを繰り返すたびに攻撃力が上昇する能力)とコウが持つ能力「終わりなき追撃」(同じ機体を攻撃するたびに攻撃力が上昇する能力)を組み合わして、非常に高火力となる火力特化の編成。
レア版の場合上記の高速ロック編成と同じく、ハロを組み合わせコウでテンションを上げてお手軽にロックスピードを上げる編成。
コウは連邦の高性能機体であるガンダム試作1号機等に適性があるため、ただでさえ火力の高い機体が更に高くなったり、高速ロックで一方的に攻撃が可能となる強力すぎる編成のため、『両雄激突』でコウのテンション上昇幅が抑えられた。
超絶回避デッキ
『0083』より登場したデッキの1種。連邦のVer.2レアアムロ(通称脱走アムロ)とニナ・パープルトンの能力「MSシステムエンジニア」を使ったデッキ。
脱走アムロには交戦した敵よりもHPが少ないと命中率、回避率の上昇するカスタム「対抗心」と同じ能力を持ち、これにHP1/3以下で命中率、回避率、移動速度が上昇するカスタム「EXAMシステム」と、予備戦力消失後に再出撃した機体にカスタム「教育型コンピューター」と同じ効果を付ける「MSシステムエンジニア」を組み合すことで、アムロが驚異的な回避率を叩き出す編成となる。
「対抗心」「EXAM」「教育型コンピューター」全てが発動した状態になると、ありとあらゆる攻撃を回避するようになり、アムロ一人で部隊を壊滅できてしまう強力なデッキであるが、いくらアムロとはいえどんなエースパイロットの攻撃も回避できてしまうのは、あまりにもゲームバランスが悪すぎると批判された。
不死身デッキ
『0083』からは上記の強行軍コンボを利用することで、開戦直後からテンションをMAXにすることが容易になり、非常に強力な機体をつくりあげることが出来る。
この戦術に関しては最初に挙げた、起死回生を持つカードが両方とも排出停止になっており、新しく始めることが困難になっている。またテンションMAX時に無敵の機体も、その時以外に攻撃されるとすぐに撃墜されるという弱点も持ち合わせている。
単機精鋭デッキ
『0083』になり、連邦ではGP-01fbやGP-03ステイメン、ジオンではガーベラ・テトラに代表される超高機動機が加わったため、ロックオンの振り切り等が可能となって強力となり、単機ゆえに操作に集中出来る、強力な回避力と攻撃力を有すると優位性がある一方、複数機でもロックオン速度については優位性がないなどから、対抗するには同型機を使用する、もしくはそれに対応し得る技術(相手の動きを読んで機体を先回りさせるなど)を必要とする。
また上級者にはコストに余裕が出て、随伴機にも同様の機体を使用すること（例：GP-01fbにサリー、ガーベラ・テトラにトップと言ったコストを400未満に設定した機体）もあり、これによって上記の超高機動機体を最大で4機撃墜する事を必要とされる場合もある。
これに関してはサブICを用いて初心者狩りを行う際に顕著に見られる傾向があり、そのため初心者は全国大戦に出ることを敬遠させられる事になった。対戦格闘ゲームのようなゲーム性が出る一方、独自の編成や低性能機などの意味は喪失してしまい、このゲームの独自性は弱くなり、レアカード等が揃っている熟練者以外のプレイヤーが離れてしまう結果となっている。

## 機動戦士ガンダム0083カードビルダー 両雄激突
2007年10月24日より稼動。

### トレーディングカード
- 以下の作品からもカードが追加。
  - 『機動戦士ガンダム MS IGLOO- 1年戦争秘録 -』
  - 『ハーモニー・オブ・ガンダム』
  - 『M.S.ERA』
  - 『機動戦士Ζガンダム』（ただし『0083』アニメ版に登場する要素など一部だけで、『Z』のメインキャラ・メカは登場していないものが多い）
- レアリティにレジェンド（L）が追加。2008年10月22日から、ハイグレード（HG）に改名された。
- 袋の色は紫になり、さらに、2008年10月22日から袋の色は黒になった。
- 『0079』で排出停止となった一部カード（脱走アムロ、ズゴックE/JP仕様など）が再排出し、一部レアカードに格上げ。『0083』での排出停止カードは排出停止のままだったが、2008年10月22日から『0079』と『0083』の排出停止カードの一部が再開された。
- 継続排出カードを中心に、絵柄が一部変更された。
- 一部のキャラクターカードの特殊能力が二種類となったが、2008年4月22日にバージョンアップで各種能力値が修整され、特殊能力についてはさらに三種類となったカードも出た。

### 特殊作戦
- 「階級差なしフリーマッチ」がコスト1000となった。
- 「母艦破壊戦」「隊長機撃破戦」は「戦力ゲージが減少する」のみに変更。
- 以下の新条件を追加。
  - 戦艦以外全てのMSが自動操縦
  - 適正ユニットに対し、テンションMAXの時間が長くなる優遇措置が付く
  - 各ユニットが敵軍兵器を一つだけ使用（鹵獲）出来る
  - 摸擬戦闘（階級ゲージが勝敗によって変動しない）
  - パイロットのランクがB以下のキャラ限定
- 一人用や店内対戦でも特殊作戦のステージが選択可能となった。
- 特殊作戦のステージにも特殊部隊が登場する。

### カードの使用能力
- 両手に盾を持ったMSの移動速度が減少し、ゲルクローン戦法が多少攻略しやすい様にされた。
- 高火力援護射撃デッキのバグが改善されて、以前のような理不尽なダメージを与えることは難しくなった。
- スレッガーとガルマの能力が弱体化され（一度攻撃されるとテンションがダウンする）、事実上戦法として成り立たなくなった。
- ゲルググ用強化形ビームライフルが片手持ち可能となった。これまでパラメータの変更されたカードは多数存在したが、片手持ちと両手持ちが変更されたのは初めてである。
- キャラクターカード、カスタムカードの特殊能力が一部変更された。
- ミサイルの射程が横長長方形から正方形に変更された。
- ソーラ系武器を使用する場合、能力値はメカ用でなく艦長用が適用される。

### 戦闘中
- ロックオンが伸びるスピードが、攻撃重視ではよりスピードアップ、防御重視ではスピードダウンした。
- 覚醒値が高いと、クリティカル時に攻撃力が増える。
- HPがゼロになった時の台詞が全て、一時撤退時用と完全撃破時用に分化された。

### 戦法
ここには『両雄激突』で新たに生み出された戦法を記載する。
高コスト3機編成
高性能の機体をコスト395以内に抑えてそれを3機で編成するデッキ。このデッキは『0083』の頃からも少なからず存在していたが、『0079』『0083』の上記戦法が弱体化されたのを機に非常に増加した。両雄激突では従来より回避のパラメータが機能しなくなり、加えて攻撃重視時のロック速度上昇などで1度の攻撃チャンスで多大なダメージを与えやすくなったことがこの傾向に拍車をかけた。
主に、連邦ではアレックス、ガンダム試作1号機、ガンダム試作1号機フルバーニアン、ガンダム（アムロ・レイ専用機）、G-3ガンダム等、ジオンではガーベラ・テトラ、ブルーディスティニー2号機、陸戦型ゲルググ等で構成されており、ステータスがそれなりに高めの中コストパイロットであればコスト395以内に収めることが出来るため、高コストのエースパイロットを乗せて400以上で使うより、ミスをした時のリスクが少ない。
艦長も艦長補正と特殊能力の優れた中コスト帯のキャラが多く使われる。またステータスの低い低コストパイロットと違い攻撃の命中率も比較的高いことから、将官以上の階級ではこの編成は非常に多く見かける。
生け贄援護射撃戦法
連邦で「予備戦力が無くなった後に撃墜されると味方全員に援護射撃を行う」能力を持つバレスト・ロジータや、ジオンで「隊長機が撃墜後に味方全員に援護射撃を行う」能力を持つクラウレ・ハモン(ver.2)を使った戦法。
どちらも撃墜されるユニットを用意するのが前提で、バレストは主にコストの低い戦闘機等にサブパイロットとして乗せ、ハモンの場合は隊長機にチェーンマインとカスタム「伏兵」を装備した低コスト機で運用するケースが多い。『0079』『0083』初期の頃のブライト・ノアとキシリア・ザビ（どちらもver.2）の援護射撃コンボのように強力ではないが、対戦相手から見るとあまり好感の持てない戦法といえる。
強行軍高性能機体デッキ
連邦で「味方全員に強行軍の能力を付加する」能力を持つジャミトフ・ハイマンを艦長とし、使用ユニットを全てコスト400以上にする編成（とはいっても使用コストの都合上2機が限界）。
味方全員に「強行軍」が付加するため、戦闘を行うたびに予備戦力が減少していくが、予備戦力が無くなるまでの間は攻撃力が上昇したままなので、攻撃力上昇カスタムや能力を持つキャラ、火力の高いMSで運用することで非常に高火力な編成となる。
弱点としては再出撃が1回しか出来ないこと、戦闘が長期化すると予備戦力が無くなって再出撃すら出来なくなってしまうため、短期決戦向けの編成といえる。
ハムロデッキ
ハロ+アムロデッキの略称。
ver2.02で、アムロ・レイ（心眼ver）に特殊能力「最後の戦い」が追加された。味方全てが撃墜されている間、テンションが常にMAXの状態をキープするこの能力に、テンションMAX時にロックオンスピードが上昇するカードハロの能力を組み合わせること、で半ば一方的な攻撃が継続的に可能になる。
また心眼アムロには本来持っている2つの特殊能力「心眼」（味方全てが撃墜されている間、敵の全ての攻撃射程が見えるようになる能力）と「めぐりあい宇宙」（テンションMAX時にアムロと味方（この場合母艦）の攻撃命中率とクリティカル発生率が大幅に上昇する能力）も、常時発動した状態となる。
元来、最後の戦いを持つキャラはジオンにも存在するが（ノリスと上記の心眼アムロの対になる心眼キャスバル）、ハロは連邦のみ使用可能なカードであるためこのデッキは実現せず、また多くのプレイヤー間では実現させるべきではない「ゲームバランスを崩す」デッキであるとの認識があったが、ロケテスト等での検証をせずほとんどぶっつけ本番で実装してしまった今回のバージョンアップには、稼動直後から批判の声があがった。
流石にこれは開発側でも問題になり、Ver2.10では「最後の戦い」をHP1/3以下でテンションが上昇する能力「死線を越えて」に変更したことで、「めぐりあい宇宙」とハロの能力を発動させない処置をとった。
哀戦士デッキ
上記に書かれているモノと同じだが、Ver2.10でハムロデッキを始めとした数多くのデッキが弱体化されたのを機に増加した。
『0079』と比べ劣勢時に発動する能力や、撃墜時に発動する能力を持つキャラが多くなったこと、アレックスやガーベラ・テトラといった高火力高機動メカの存在、上記の生贄援護射撃デッキとも組み合わせやすいのも原因の一つといえる。

### その他
- ICカードは『両雄激突』で一度使用すると『0083』では使えない。ただし一般のゲームセンターでは古いバージョンは稼動せず、一律にリリースされるため、プレイヤーにとって実害はない。
- 新たな隠し秘書として、対人戦が200戦以上で階級が准将以上の時にIC更新すると、アクシアとアリシアが追加。連邦とジオンの双子姉妹という設定で、アナハイム・エレクトロニクスの制服を着ている。
- 自分の部隊の使用キャラのレベルや経験値の確認、成長の一時停止、自分の所有する母艦の確認や選択が行える。これによってプレイヤーはキャラクターの一定経験値獲得によるステータス変更の拒否が可能になった。
- 新戦艦を追加、また下の階級で使用していた戦艦を使用する事が可能になった。
- ランダムで通り名の争奪戦が発生する。
- 大会モードを実装、店舗側で店内対戦による大会を行う際に様々な設定が可能となった。細かい設定はあるものの、階級関係無く最大コストを1400まで使用可能、階級関係無く全ての母艦を選択可能、戦場を店舗側で自由に選択可能といったことが設定できる。また通常ではICカードの使用回数が消費するのに対し、大会モードでは使用回数が消費しない。

### 本ゲームの最新情報
以下の記述は2017年現在。
- 2008年10月のバージョンアップ(Ver2.10)を最後に、ゲームバランス等の調整は一切行われていない。またこのVer2.10に関してもカード追加こそされたが新規のカードは全く無く、今まで排出されていた旧バージョンのカードを焼き直しした物だけである。そのため稼動店舗からの撤去が進み、プレイヤーも減りつつあり、設置店舗もクレジットサービス等をやむなく行っている。
- 公式サイトの稼動店舗表は更新されていない。
- 2012年7月2日をもってネットワークサービスが終了。全国対戦が出来なくなったため、少尉以上では昇格が不可能になった。

## 機動戦士ガンダム U.C.カードビルダー
前作のネットサービス終了から3年後の2015年6月に、8年ぶりとなる新作『機動戦士ガンダム U.C.カードビルダー』の発売が発表され、翌7月には最初のアルファロケテストも行われた。
開発はバンダイナムコスタジオとフロム・ソフトウェア。企画はバンダイナムコスタジオとフロム・ソフトウェアが行い、フロム・ソフトウェアがそれを実装。バンダイナムコスタジオはその監修と筐体の開発・運営面を担当している。

### 登場作品
- 『機動戦士ガンダム』
- 『機動戦士Ζガンダム』
- 『機動戦士ガンダムΖΖ』
- 『機動戦士ガンダム 第08MS小隊』
- 『機動戦士ガンダム MS IGLOO』
- 『機動戦士ガンダムUC』
- 『MSV』
- 『M-MSV』
- 『ハーモニー・オブ・ガンダム』
- 『機動戦士ガンダム外伝 THE BLUE DESTINY』
- 『機動戦士ガンダム外伝 ミッシングリンク』
- 『機動戦士ガンダム ギレンの野望』
- 『機動戦士ガンダム 逆襲のシャア』（第2弾から追加）
- 『機動戦士ガンダム0080 ポケットの中の戦争』（第2弾から追加）
- 『機動戦士ガンダム外伝 コロニーの落ちた地で…』（第2弾から追加）
- 『MSV-R』（第2弾から追加）
- 『UC-MSV』（第2弾から追加）
- 『機動戦士ガンダム0083 STARDUST MEMORY』（第3弾から追加）
- 『機動戦士ガンダムF91』（第3弾から追加）
- 『機動戦士Vガンダム』（第3弾から追加）
- 『機動戦士クロスボーン・ガンダム』（第3弾から追加）

## 漫画
津島直人による『ガンダムカードビルダー戦士』がガンダムエーススペシャルにて連載、単行本にはリアルタイプガンダムのカードを封入。